# Ramenokrilnik
Ramenokrilnik je konfiguracija, pri katerem je letalsko krilo nameščeno malo pod vrhom letala. Ramenokrilnik je vmesna kategorija med srednjekrilnikom in visokokrilnikom.7 

## Primeri srednjekrilnikov
- Saab Safari
- Bölkow Bö 208 Junior
- Consolidated B-24 Liberator
- Fairey Barracuda
- Douglas A-20 Havoc
- Short SC.7 Skyvan